# Honoré Nicolas
Honoré Nicolas (Arles, 13 février 1846 - Arles, 26 novembre 1908) est un homme politique français, maire radical d'Arles (1900-1908) et conseiller du canton-est (1904-1907).

## Biographie
Ingénieur de formation, il vit longtemps en Algérie avant de revenir dans sa ville natale où il devient maire et conseiller cantonal. Il applique une politique axée sur la formation scolaire et l'assainissement de la voirie.
 
À titre anecdotique, c'est sous son mandat que la crise cléricale atteint un paroxysme avec l'affaire des croix de la ville, enlevées clandestinement de nuit. Il débaptise également la plupart des rues d'Arles évoquant la religion catholique ou ses saints.

## Sources
- Rues d'Arles, qui êtes-vous ? d'Annie Tuloup-Smith, page 210